# Korai Öröm
Korai Öröm – węgierski zespół muzyczny. Gra trudną do jednoznacznego sklasyfikowania mieszaninę gatunków muzycznych. Media często umieszczają zespół w kategoriach ambient, miejska muzyka ludowa czy też psychodeliczne etno. Sam zespół na swoich profilach określa graną przez siebie muzykę jako progressive, tribal-trance-ethno style music. Jak zaznacza menedżer zespołu, Emil Biljarszki taką różnorodność gatunkową zespół zawdzięcza szerokiemu składowi, gdzie każdy z członków słucha innej muzyki i ma inny krąg zainteresowań. Nazwę zespołu można przetłumaczyć jako „Przedwczesna Radość”.

Koraï Öröm łączy w swojej muzyce dźwięki szeregu grup etnicznych i galaktyk, które są niesłychanie bogate i na pewno strawne.

Zespół znany jest również z tego, że nie nadał tytułów większości swoim płytom jak i utworom na nich się znajdującym.

## Działalność muzyczna
Zespół powstał w 1990 roku, jednak jego korzenie sięgają roku 1988, kiedy to po raz pierwszy pod szyldem Mike Hunter Popular skrzyknęli się pierwotni założyciele – Zoltán Kilián, Péter Takács, Lajos Lui Kiss oraz Jenő Pálfalvi i Imre Erdei.

W 1993 po raz pierwszy koncertowali zagranicą, w Berlinie. Zostali wtedy określeni jako węgierskie punki (punk aus Ungarn). Koncerty Korai Öröm to zawsze wielkie wydarzenie pełne muzyki, światła i obrazu. Zespół często koncertuje – głównie po Europie, w tym w Polsce, sława zespołu sięga jednak o wiele dalej, do tak egzotycznych krajów jak Chiny, Japonia czy Brazylia. Amerykański magazyn muzyczny Wayside Music tak określił ich twórczość: 

Niewątpliwie wykreowali swój własny styl… Prawdopodobnie jest to najlepsza psychodeliczna grupa w Europie. Tradycje medytacji z Dalekiego Wschodu mieszają się w niej z anglosaskim rockiem psychodelicznym, arabskie, afrykańskie i australijskie motywy folklorystyczne z kulturą cybernetyczną. Jest to muzyka barwna, jednocześnie spójna, dopracowana do ostatniego szczegółu, precyzyjna — na światowym poziomie.

Ich albumy zawierają często materiał zarejestrowany podczas improwizowanych koncertów a następnie zmiksowanych w studio.

## Muzycy

### Obecny skład zespołu
- Gábor Borosi – keyboard (2009-obecnie)
- Viktor Csányi – perkusja (1991-obecnie)
- János Jócsik – instrumenty perkusyjne (1990-obecnie)
- Zoltán Kilián – gitara basowa (1990-obecnie)
- Zsolt Nádasdi – instrumenty perkusyjne, (1992-obecnie)
- Miklós Paizs – fujara, trombita, śpiew gardłowy, organy wodne, harfa (1994-obecnie)
- Péter Szalay – gitara (1998-obecnie)
- Tibor Vécsi – wokal (1992-obecnie)
- Andor Kovács – gitara (2011-obecnie)
- János Makkai – mistrz dźwięku (2009-obecnie)

### Byli członkowie zespołu
- Norbert Ágoston – technik dźwięku (1997-2009)
- Emil Biljarszki – keyboard (1992-2009)
- Fido – gitara (2006-2007)
- György Horváth – gitara (1992-1997)
- Csaba Keil – kotły (1990)
- Lajos Kiss – perkusja (1990-1992)
- Kalevi Kuczka – syntezator, gitara basowa (1990-1991)
- Attila Mihályi – drumla(1990-1991)
- Inneh Ossa – konga (1991)
- Gyula Pásztor – gitara (2007-2009)
- Gábor Szántó – gitara (2002-2007)
- Attila Szekeres – drumla, śpiew gardłowy (1991-1993)
- Péter Takács – gitara, wokal, fujara, trombita (1990-1999)
- Vilmos Vajdai – instrumenty perkusyjne, didgeridoo (1994-2000)

## Wizualizacje

### Obecny skład zespołu
- László Szűcs – wizualizacje świetlne (1992-obecnie)
- Gábor Völgyi – videomiks (1992-obecnie)
- Zoltán Bonnyai – pokazy slajdów (1992-obecnie)

### Byli członkowie zespołu
- Tibor Varga – videomiks (1993-2001)
- Géza Kiss – pokazy slajdów (1990-1994)
- Béla Garamvölgyi – pokazy slajdów (1990-1991)

## Dyskografia

### LP
- Korai Öröm 1993, (1993)
- Korai Öröm 1995, (1995)
- Korai Öröm 1996, (1996) – znany powszechnie jako 1[3].
- Korai Öröm 1997, (1997)
- Korai Öröm 2000, (2000)
- Sound & Vision 2001, (2001)
- 2005, (2005)
- 2009, (2009)
- 2010, (2010)
- 2013, (2013)

### Albumy koncertowe
- Korai Öröm Live '93-'96, (2000)
- Sound & Vision 2000, (2000)

### Remiksy i albumy kompilacyjne
- Recycled, (1998)
- Reflected, (2003)
- Volume Zero, (2007)